# Тасонарла (Маса-Карара)
Тасонарла је насеље у Италији у округу Маса-Карара, региону Тоскана.
Према процени из 2011. у насељу је живело 102 становника. Насеље се налази на надморској висини од 112 м.